# Enrique Denzinger
Heinrich Joseph Dominicus Denzinger (Lieja, 10 de octubre de 1819-Wurzburgo, 19 de junio de 1883) fue un teólogo católico alemán, célebre por ser el autor del Enchiridion symbolorum, definitionum et declarationum de rebus fidei et morum (en español: Manual de los símbolos, definiciones y declaraciones en materia de fe y moral) conocido simplemente como Denzinger, «Enchiridion Symbolorum» o «Magisterio de la Iglesia». 

## Biografía
En 1831 su padre, que era un profesor en la Universidad de Lieja, lo llevó a Wurzburgo, el hogar original de su familia. Aquí fue al Gymnasium y estudió filosofía en la universidad, donde recibió el grado de doctor. En 1838 entró al seminario de Wurzburgo y en 1841 fue al Colegio Germánico de Roma. En 1844 fue ordenado sacerdote y al año siguiente obtuvo un grado en teología.
Al regresar a casa primero fue coadjutor en Haßfurt, se convirtió en profesor extraordinario de teología dogmática en Wurzburgo en 1848, y profesor ordinario en 1854. Continuó ocupando esta posición, a pesar de su mala salud, hasta su muerte. Denzinger fue uno de los pioneros de la teología positiva y dogmática histórica (Dogmengeschichte) en la Alemania católica. En la generación posterior a Johann Adam Möhler y Döllinger (1799-1890) fue él quien continuó sus métodos y ayudó a establecer el que sería el carácter especial de la escuela alemana, investigación exacta del desarrollo histórico de la teología, en lugar de la especulación filosófica sobre los corolarios del dogma.

## Enchiridion Symbolorum et Definitionum
Casi todos sus trabajos importantes dependen de la teología histórica. El muy conocido y más útil es su Enchiridion Symbolorum et Definitionum (primera ed., Wurzburgo, 1854), que es un libro que contiene una colección de los principales decretos y definiciones de los concilios, la lista de las proposiciones condenadas, etc., empezando con las más antiguas formas del Símbolo de los Apóstoles. La primera edición contenía unos 128 documentos, la sexta edición, la última editada por Denzinger mismo, tenía unos 202.
Después de la muerte de Denzinger, el profesor Ignatius Stahl siguió el trabajo, reeditando el Enchiridion con decretos adicionales de León XIII. Clemens Bannwart S.J. preparó una edición revisada y ampliada (10.ª ed., Freiburg) en 1908.
Desde entonces, el Enchiridion ha sido publicado repetidamente, con considerables adiciones por distintos editores. Como resultado, el número en las más recientes ediciones no corresponden absolutamente a los del original. El número que los estudiosos, en recientes décadas (desde 1963) han habitualmente citado para las añadidas es aquella introducida en la edición preparada por Adolf Schönmetzer S.J. Eso explica la abreviación DS (por «Denzinger-Schönmetzer») usada para especificar aquella numeración, muy diferente de la de ediciones anteriores.

## Otros trabajos por Denzinger
Denzinger escribió también Ritus Orientalium, Coptorum, Syrorum et Armenorum (2 vols., Wurzburgo, 1863-1864), un largo tratado sobre Ritos Orientales; Vier Bücher von der religiosen Erkenntniss (2 vols., Wurzburgo, 1856-1857), Über die Aechtheit des bisherigen Textes der Ignatianischen Briefe (Wurzburgo, 1849), Die spekulative Theologie Günthers (Wurzburgo, 1853). Escribió también varios tratados más cortos, sobre Filón de Alejandría (1840, su primer trabajo), sobre la Inmaculada Concepción (1855), e Infalibilidad Pontificia (1870). A su muerte, estaba preparando un compendio completo de teología dogmática. 
Editó varios trabajos teológicos: Habert, Theologia Graecorum Patrum vindicata circa materiam gratiae (1853); De Rubeis, De peccato originali, (1857); P. Marani, Divinitas D. N. Jesu Christi (1859). Fue nombrado consultor de la Propaganda para Ritos Orientales en 1866.